# 陳輝陽十二金釵眾生花
陳輝陽十二金釵眾生花（12 Faces of Woman）是陳輝陽於2007年製作的音樂會，為第三十五屆香港藝術節表演節目之一。陳輝陽邀請了12位不同界別的人士以「女人」為題，為他的音樂拍攝短片，並在短片播映時現場演奏配樂。

## 演出內容
1. 眾生花序曲
2. 荼靡時代；導演：彭浩翔
3. Homo sapiens；導演：卓韻芝
4. 我自跳我舞；導演：夏永康（Wing Shya）
5. 愛情動物；導演：小克
6. Vissi d'arte；導演：林夕／夏永康
7. 想這樣得那樣；導演：蔡卓妍
8. 星星月亮太陽；導演：高輝
9. 酒渦與燕窩；導演：古天樂
10. 走出紅樓；導演：區雪兒
11. So Poetic；導演：麥婉欣
12. 流芳怨；導演：鄭秀文
13. 三千年後；導演：金培達

## 演出者
- 陳輝陽（電子合成器／指揮）
- 梁文瑄（第一小提琴）
- 鈴木美矢香（Miyaka suzuki）（第二小提琴）
- 羅舜詩（Alice Rosen）（中提琴）
- 關統安（大提琴）
- 姜馨來（低音大提琴）
- 施家蓮（Linda Stuckey）（長笛）
- 葉幸沾（鋼琴／鋼片琴／電子合成器）
- 施盈琳（豎琴）
- 黃樂婷（二胡）
- 羅晶（古箏）
- 李香琴（現場獨白）
- 林二汶（現場演唱）
- 馮穎琪（現場演唱）
- 關心妍（現場演唱）

## 曲目
此節目於2007年7月26日推出影碟，並把影片中的音樂重新製作，收錄於唱片內。
唱片曲目如下：
1. 十二金釵 序曲；作曲：陳輝陽
2. 眾生花；作曲：陳輝陽；填詞：林夕；主唱：關淑怡
3. 荼蘼時代；作曲：陳輝陽；填詞：林夕；主唱：Faye@F.I.R.飛兒樂團
4. Vissi d'arte；作曲：賈科莫·普契尼；填詞：賈科莫·普契尼；主唱：Kiri Te Kanawa
5. 酒渦與燕窩；作曲：陳輝陽；填詞：林夕；主唱：鄧麗欣
6. 三千年前 （Remix）；作曲：陳輝陽；填詞：林夕；撰文：陳慧；主唱：關淑怡 獨白：李香琴
7. 天涯歌女；作曲：賀綠汀；填詞：田漢；主唱：周璇
8. 星星月亮太陽；作曲：陳輝陽；填詞：林夕；主唱：林二汶@at17
9. 愛情動物；作曲：陳輝陽；填詞：林夕；主唱：曹方
10. 走出紅樓；作曲：陳小霞／陳輝陽；填詞：林夕；主唱：陳小霞
11. 我自跳我舞；作曲：陳輝陽；填詞：林夕；主唱：顆粒@卡奇社
12. 想這樣得那樣；作曲：陳輝陽；填詞：林夕；主唱：吳雨霏
13. 流芳怨；作曲：陳輝陽；填詞：林夕；主唱：馮穎琪
14. 三千年後；作曲：陳輝陽；撰文：陳慧 獨白：李香琴
15. 眾生花 （古箏Remix）；作曲：陳輝陽

（以下歌曲只在影碟中出現）
- 誰叫我喜歡你；作曲：陳輝陽；填詞：林夕；主唱：關心妍

## 相關網站
- 過往節目 - 香港藝術節 2007 （页面存档备份，存于）
- 官方網站
- 專集官方網站
- 陳輝陽與十二金釵眾生花：他和她們的聲音試驗